# Sergej Lisjtvan
Sergej Lisjtvan, född den 5 november 1970, är en vitrysk brottare som tog OS-silver i tungviktsbrottning i den grekisk-romerska stilen 1996 i Atlanta.